# Sebastiano De Boni
Sebastiano De Boni (Villabruna, 25 novembre 1763 – 1835) è stato un architetto e pittore italiano.

## Biografia
Nacque da Antonio e da Bortola Martini. Secondo quando riferito da una lettera inviata a Giannantonio Moschini dal padre nel 1808, fu quest'ultimo a formarlo come architetto, mentre le sue conoscenze nella pittura si devono a Giovan Battista Canal. Frequentò, comunque, anche la scuola di Giannantonio Selva e proprio su disegno di quest'ultimo (1802) costruì la casa Norcen di Feltre.
Dalla stessa missiva apprendiamo che aveva progettato la parrocchiale di Quero e, assieme al padre, quelle di Villabruna, Colle e altre non meglio specificate. Probabilmente collaborò anche con i fratelli Giovanni Luigi, impegnato nella costruzione di varie fabbriche nel Vicentino, e Giacomo, quest'ultimo più noto come stuccatore (anche se non si escludono suoi interventi nei monocromi).
Successivo alla morte del padre è il progetto per la chiesa di Santa Maria Maddalena a Termine di Ospitale di Cadore, costruita nel 1813-20.
Per quanto riguarda la sua attività pittorica, lasciò numerose e apprezzate opere in varie chiese del Feltrino, tuttavia la gran parte dei lavori è andata persa o danneggiata durante la Grande Guerra.
La stessa lettera del 1808 ci informa che prima di quella data aveva lasciato un ciclo di affreschi nella chiesa di Villabruna: sul soffitto, l'Assunzione di Maria in un ovale e le allegorie di Fede, Speranza, Carità e Timor di Dio agli angoli; al centro del presbiterio il Cristo alla destra del Padre e i Quattro evangelisti.
Sul soffitto della parrocchiale di Cesiomaggiore dipinse l'Assunzione, dipinto ancora legato a modelli settecenteschi ma con richiami allo stile del Canal. Caratteristiche che ricorrono anche nell'Apoteosi di un santo vescovo sul soffitto della chiesa feltrina di Sant'Orsola che, per questo, gli viene attribuita.
Suo è anche il Sant'Antono da Padova con il Bimbo per il soffitto della parrocchiale di Fastro, mentre altre opere si trovavano nella chiesa di Primolano (perdute dopo la demolizione del 1893). Alla Madonna dell'Acqua di Mussolente si conservano le Virtù teologali, la Vergine in gloria e cinque affreschi monocromi con Cristo risorto, San Tommaso apostolo e Angeli.
Nel corso della prima guerra mondiale sono andati perduti gli affreschi della parrocchiale di San Vito di Valdobbiadene (1806-07) e di quelle di Roana, Santa Giustina e Montebello Vicentino (quest'ultimo definito "grandioso" dal padre).
Poco prima del 1808 eseguì un ciclo pittorico nella chiesa di San Giorgio di Perlena; di questo rimangono quelli del presbiterio con l'Adorazione dei pastori, l'Adorazione dei magi e la Gloria della Trinità.
All'Ermitage di San Pietroburgo sono conservati diversi disegni, tra cui la Madonna del Rosario.